# Powiat Janowski
Der Powiat Janowski ist ein Powiat (Kreis) in der polnischen Woiwodschaft Lublin. Der Powiat hat eine Fläche von 875,34 km², auf der 48.000 Einwohner leben.

## Gemeinden
Der Powiat umfasst sieben Gemeinden, davon zwei Stadt und-Land-Gemeinden und fünf Landgemeinden.

### Stadt-und-Land-Gemeinden
- Janów Lubelski
- Modliborzyce

### Landgemeinde
- Batorz
- Chrzanów
- Dzwola
- Godziszów
- Potok Wielki